# 王柔
王柔（2世纪—2世纪），字叔優，太原郡晋阳县人，东汉政治人物。他与弟弟王泽在总角之年就拜访同郡人郭泰，问自己的才行。郭泰说：“叔优当以仕进显，季道（王泽的字）当以经术通，然违方改务，亦不能至也。”果然如他所言。王柔官至护匈奴中郎将、雁门郡太守。
夫人宋氏、李氏。李氏生子王机，字產平，官至曹魏东郡太守。王机與妻郭氏生子王沈。
王柔、王泽兄弟是太原王氏的始祖。